# 브라이언 F. 오번
브라이언 프랜시스 오번(Brían Francis O'Byrne, 1967년 5월 16일 ~ )은 미국에서 주로 활동하는 아일랜드의 배우이다.

## 출연 작품
- 세르지우
- 마이 뉴욕 다이어리 - 휴 역
- 콘클라베 - 레이먼드 오맬리 몬시뇰 역